# Arbeiter-Zeitung (Dortmund)
Die Arbeiterzeitung. Sozialdemokratisches Organ für das industrielle Ruhrgebiet erschien ab 1902 in Dortmund. Sie war der Folgetitel der Westfälischen Freie Presse. Organ für die Interessen des arbeitenden Volkes (ab 1890) und der Rheinisch-Westfälischen Arbeiterzeitung (ab 1892). Nachfolgetitel war ab 1917 die Westfälische Allgemeine Volkszeitung. Diese erschien bis zum Verbot 1933.

## Geschichte
Die Dortmunder SPD gab seit dem Ende des Sozialistengesetzes eine eigene Tageszeitung heraus, die als Organ für sozialdemokratische Organisationen zeitweise auch darüber hinaus von Bedeutung war, bis dort eigene Blätter gegründet wurden. Im Jahr 1890 gründete die Dortmunder SPD den Gerisch-Verlag. In diesem erschien ab 1890 eine Tageszeitung unter wechselnden Namen. Zuerst hieß sie Westfälische Freie Presse. Organ für die Interessen des arbeitenden Volkes, ab 1892 Rheinisch-Westfälische Arbeiterzeitung und ab 1902 Arbeiterzeitung. Sozialdemokratisches Organ für das industrielle Ruhrgebiet. Seit 1917 hieß sie Westfälische Allgemeine Volkszeitung. Mit dem Wechsel des Titels zur Westfälischen Allgemeinen Volkszeitung erhob man den Anspruch, Leser auch jenseits der Arbeiterschaft zu erreichen. 
Das Blatt veröffentlichte parteipolitisch gefärbte Nachrichten und Berichte. Außerdem war sie bemüht die Leser mit marxistischen und sozialistischen Theorien vertraut zu machen. Insbesondere berichtete sie über die SPD und die ihr nahe stehenden Freien Gewerkschaften. Im lokalen Teil wurde viel über lokale Parteiereignisse und Aktivitäten von Vereinen und Organisationen des sozialdemokratischen Milieu berichtet. Die Leser war daher vor allem Anhänger der Sozialdemokratie. Bis Mitte der 1900er Jahre umfasste das Verbreitungsgebiet die Reichstagswahlkreise Essen, Duisburg, Moers und Hamm. Erst danach reduzierte sich der Verbreitungsbereich im Wesentlichen auf die Reichstagswahlkreise Dortmund-Hörde, sowie angrenzende Gebiete wie Hamm, Soest, Münster und Teile des Münsterlandes sowie das katholische Sauerland. Im Jahr 1912 betrug die Auflage der Zeitung etwa 25.000 Exemplare. 
Seit der Vorkriegszeit arbeiteten unter anderem Ernst Mehlich und Fritz Henßler für das Blatt. Beide waren zeitweise Chefredakteure.
Während des Ersten Weltkrieges wurde das Blatt mehrfach verboten. Während der Novemberrevolution war es Organ der regionalen Arbeiter- und Soldatenräte. Seit 1921 beschränkte sich das Erscheinungsgebiet auf Dortmund und Hörde, nachdem in anderen Orten neue Zeitungen gegründet worden waren oder Zeitungen aus anderen Orten die Versorgung übernahmen. Neben den Gewerkschaften war die Zeitung auch Organ der lokalen Arbeitersportler (seit 1925) und des Reichsbanners Schwarz-Rot-Gold. Die Auflage stieg von 23.500 im Jahr 1926, über 28.000 (1928) auf 38.000 (1931). Bis 1932 war sie wieder auf 34.000 Exemplare gesunken.
Nach der Reichstagsbrandverordnung vom 24. März 1933 wurden sozialdemokratische Publikationen für zunächst zwei Wochen verboten. Letztlich blieb es beim Verbot.